# George Vancouver
George Vancouver (n. 1757 - d. 1798) a fost un navigator și ofițer britanic, care a avut un rol important în expedițiile de cercetare a coastei nord-americane la Pacific de la California, Oregon, Washington și British Columbia până la Alaska. El a explorat și coasta de sud-vest australiană și a dus tratative cu Kamehameha I. care devine ulterior regele Hawaiiului. Numele lui îl poartă orașul canadian Vancouver ca și insula Vancouver, la fel ca și Vancouver, Washington, în Statele Unite, Muntele Vancouver pe hotarul Yukon / Alaska, precum și cel mai înalt munte din Noua Zeelandă.

## Biografie
George Vancouver s-a născut în orașul-port King's Lynn (Norfolk, Anglia), la 22 iunie 1757, fiind cel de-al șaselea și cel mai mic copil al lui John Jasper Vancouver și a Bridget Berners. La vârsta de 14-15 ani, s-a angajat în flota militară engleză pe corabia căpitanului James Cook. A participat în trei expediții în jurul lumii. A luat parte la ultima debarcare a lui Cook pe Insulele Hawaii.